# Alien Breed
Alien Breed ist ein Action-Computerspiel, das 1991 erschienen ist. Das britische Softwarehaus Team17 brachte das Spiel für den Amiga und den PC heraus. Entwickelt wurde das Spiel von Andreas Tadic, das Design stammt von Rico Holmes.

## Spielbeschreibung
Im Spiel kämpft man sich in der Vogelperspektive durch mehrere Level einer Raumstation, die von blutrünstigen Aliens befallen ist. An verstreut im Spiel vorkommenden Computer-Terminals kann man sich mit erspielten Punkten neue Waffen oder Gesundheitsboni kaufen. Atmosphärisch ist das Spiel eng an den Film Aliens – Die Rückkehr angelehnt. Die Grafik sowie die Soundeffekte waren für ihre Zeit sehr gelungen. Alien Breed war eines der ersten Spiele, das die Speichererweiterung des Amiga auf 1 MB ausnutzte, beziehungsweise voraussetzte. Alien Breed 3D II war der letzte Alien-Breed-Titel, der für den Amiga erschienen ist.

## Remakes
Im Dezember 2009 erschien über Xbox Live Arcade der Titel Alien Breed Evolution für die Xbox 360. Technisch basiert dieser auf der Unreal Engine, die Optik lehnt sich mit einer Sichtweise von schräg oben jedoch an die Arcade-Vergangenheit der Vorgänger an.
Im Juni 2010 wurde Alien Breed Evolution unter dem Namen Alien Breed: Impact auf Steam veröffentlicht. Eine Veröffentlichung im Shop des PlayStation Network folgte am 1. September 2010. Ende September 2010 erschien der Nachfolger Alien Breed 2: Assault im Steam-Netzwerk, und Mitte November 2010 mit Alien Breed 3: Descent der dritte Teil der Trilogie, ebenfalls bei Steam. Auch der zweite und der dritte Teil nutzen die Unreal Engine 3.

## Veröffentlichte Spiele

### Hauptreihe
- Alien Breed (1991)
- Alien Breed Special Edition '92 (1992)
- Alien Breed II: The Horror Continues (1993)
- Alien Breed: Tower Assault (1994)
- Alien Breed 3D (1995)
- Alien Breed 3D II: The Killing Grounds (1996)

### Remakes
- Alien Breed Evolution (2009)
- Alien Breed: Impact (2010)
- Alien Breed 2: Assault (2010)
- Alien Breed 3: Descent (2010)